# Pierre-Augustin Hulin
Pour les articles homonymes, voir Hulin (homonymie).
Pierre-Augustin Hulin, né à Paris (paroisse Saint-Eustache) le 6 septembre 1758 et mort à Paris le 9 janvier 1841, est un général français de la Révolution et de l’Empire ayant joué un rôle important lors de la prise de la Bastille.

## Biographie

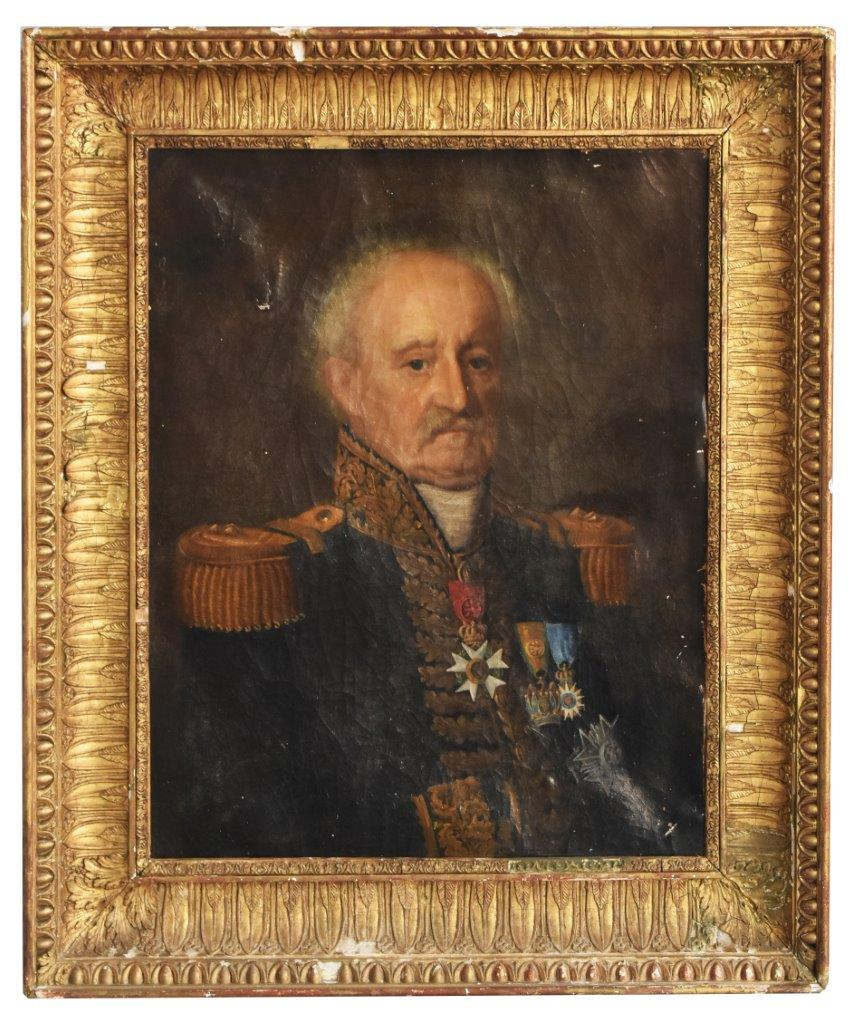

Son père était marchand fripier. Il entre au service en 1771 dans le régiment de Champagne-Infanterie et passe en 1772 au régiment des Gardes suisses, où il est nommé sergent le 7 août 1780. Il quitte le service en 1787, retourne à la vie civile, devient domestique avant d'être employé dans une nouvelle buanderie industrielle à La Briche près de Saint-Denis, un projet novateur soutenu par la reine Marie-Antoinette. Il en devient directeur en 1789.
Mais le 14 juillet 1789, Hulin prend avec l'huissier Maillard la tête du peuple insurgé, marchant à la Bastille, et entre un des premiers dans la forteresse. Hulin cherche en vain à sauver le gouverneur de Launay que le peuple voulait massacrer. Pour donner le change, il le couvrit de son chapeau et conduit son prisonnier jusqu'à l'Hôtel de ville de Paris, où de Launay est cependant lynché. Le 15 juillet, lorsque Bailly est élu maire de Paris, c'est Hulin qui approuve par sa popularité le choix que venaient de faire les Parisiens de leur premier magistrat municipal. Le 8 octobre, il est promu au grade de capitaine-commandant de la huitième compagnie de chasseurs soldés. Le vainqueur de la Bastille entre dans la Garde nationale de Paris avant de rejoindre l'Armée du Nord . Il est blessé le 18 mars 1793 lors de la bataille de Neerwinden, en Belgique actuelle. De mai à août 1793, il commande comme capitaine la place de Landrecies dans le nord de la France. Mais accusé de mollesse, il est arrêté et détenu à la prison de l'Abbaye.
Il est libéré le 22 août 1794 après la chute de Robespierre. Ayant pris du service dans l'armée d'Italie, il reçoit du général Napoléon Bonaparte le grade d'adjudant-général. En l'an II, il commande à Nice puis à Livourne, en l'an III à Klagenfurth, en l'an IV à Milan et en l'an V à Ferrare. Il est chef d'état-major de la division Richepanse en l'an VIII, officier supérieur du palais en l'an IX, et en l'an X chef de l'état-major de la division Rivaud en Espagne.
Le 27 messidor an X, Hulin reçoit du Premier consul l'ordre de se rendre secrètement à Alger auprès du Dey. Malgré des difficultés multiples, la mission est un succès qui vaut à Hulin les témoignages de la plus haute satisfaction à son retour. En garnison à Gênes, il prend une part active à la défense de la ville. Envoyé en mission auprès des consuls, il suit Bonaparte à l'armée de réserve et est nommé chef d'état-major de la division Watrin. Après la bataille de Marengo, il commande de nouveau la place de Milan. En l'an XII le 29 août 1803, il est promu au grade de général de brigade, avec le commandement des grenadiers à pied de la garde consulaire. Le 19 frimaire de la même année (11 décembre 1803), il reçoit la croix de chevalier de la Légion d'honneur.
Le 29 ventôse suivant, le général Hulin est désigné pour présider la commission militaire chargée de décider du sort du duc d'Enghien. Les efforts du président de la Commission pour sauver l'accusé sont entravés par l'empressement que l'on met à faire exécuter la sentence. Au moment où le général Hulin écrit au Premier consul pour lui faire part du désir du duc d'Enghien de s'entretenir, avant de mourir, avec le chef de la République française, la plume lui est arrachée des mains par une personne que le général n'a pas voulu nommer. Hulin est promu en l'an XII au grade de commandeur de la Légion d'honneur, envoyé à la Grande Armée en 1805 et chargé du commandement de Vienne. Il fait, en 1806, la campagne de Prusse à l'issue de laquelle il reçoit le commandement de Berlin.
On le retrouve commandant de place à Vienne en 1805, puis à Berlin en 1806. Nommé commandeur dans l'ordre de la Couronne de fer le 26 février 1806, il est promu général de division le 9 août, avec le commandement de la 1re division militaire, et devient gouverneur de Paris. Créé comte de l'Empire le 26 avril 1808, il est pourvu en 1809 d'une dotation de 25 000 francs sur le domaine de Hayen en Hanovre et reçoit en 1811 les insignes et la dignité de grand officier de la Légion d'honneur. Il avait également reçu l'Ordre du Lion « de Bavière ». Le général Hulin commande la place de Paris et la première division lors de la conspiration de Malet en 1812, et manque de périr victime de cette audacieuse tentative. Malet s'étant adressé à lui, et voyant ses ouvertures mal reçues, lui tire à bout portant un coup de pistolet qui lui fracasse la mâchoire. Il est alors surnommé : «Général bouffe la balle ».
Nommé grand-croix de l'ordre de la Réunion le 3 avril 1813, le comte Hulin conduit jusqu'à Blois en mars 1814 l'impératrice régente Marie-Louise. Le 8 avril suivant, après l'abdication de Fontainebleau, il envoie au gouvernement provisoire son adhésion aux mesures récemment adoptées. La Restauration lui ôte le commandement de la 1re division qui lui est rendue aux Cent-Jours. Banni par l'ordonnance du 24 juillet 1815, le général Hulin se retire en Belgique et de là en Hollande. Il paraît fixé dans ce pays lorsque l'ordonnance du 1er décembre 1819 lui rouvre les portes de la France. Rentré dans sa patrie, il réside quelques années dans une propriété située dans le Nivernais, puis au château des Marmousets à la Queue-en-Brie, dans le Val-de-Marne, où il vit dans la retraite.
Le comte Hulin, qui avait perdu la vue dès 1818, meurt à Paris le 10 janvier 1841, laissant pour héritier de ses titres et de son nom, son neveu et fils adoptif, Henri Hulin, capitaine à l'armée d'Afrique. Son exécuteur testamentaire est le colonel en retraite Étienne Pierre Fournier, officier de la Légion d'honneur.
Il est le gendre de Pierre-Antoine Demachy.